# Clifton Penn-Hughes

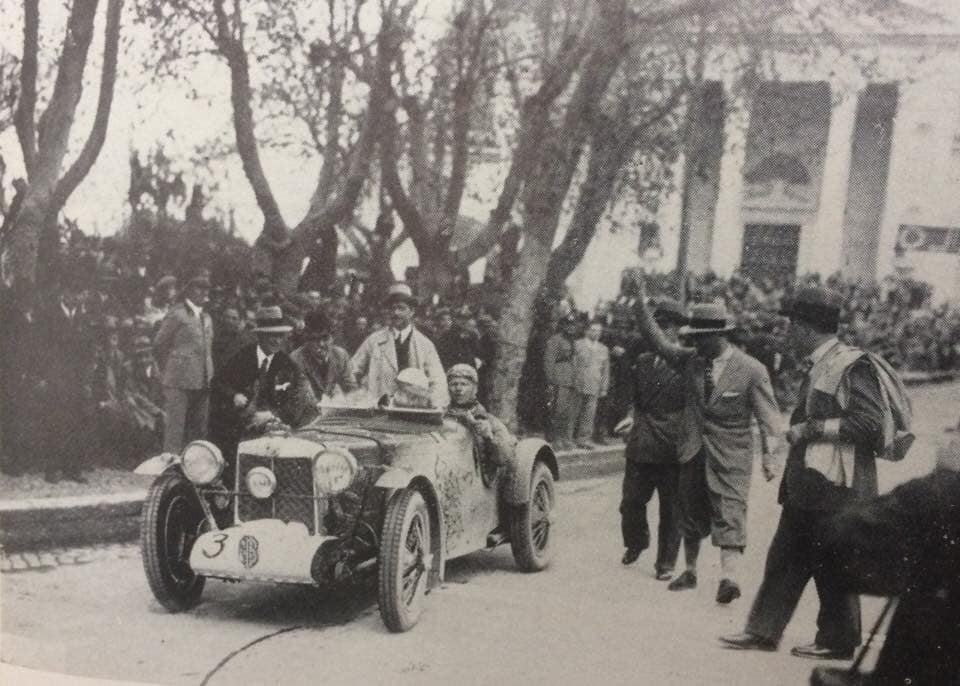
Clifton Penn-Hughes am Beifahrersitz neben Giovanni Lurani, im MG Magnette K3 bei der Mille Miglia 1934

Clifton Penn-Hughes (* 11. Februar 1905 in Penarth; † 7. Juli 1939 in Folkestone) war ein britischer Autorennfahrer.

## Familie
Clifton Penn-Hughes war der Sohn von William Walter Penn-Hughes (1871–1961) und Katherine Cleeves (1871–1948) und kam in der walisischen Grafschaft Glamorgan zur Welt. Er war ab 1934 mit Judy Guinness, der Silbermedaillengewinnerin im Florettfechten bei den Olympischen Sommerspielen 1932 in Los Angeles, verheiratet und lebte in Hersham, einem kleinen Ort in der Grafschaft Surrey.

## Karriere als Rennfahrer
Clifton Penn-Hughes Fahrerkarriere begann Ende der 1920er-Jahre. Das erste nennenswerte Ergebnis war der 20. Rang beim 2 × 12-Stunden-Rennen von Brooklands 1930. 1931 meldete er einen Bugatti T35 beim Großen Preis von Monaco und beendete das Rennen mit einem Rückstand von elf Runden auf den siegreichen Markenkollegen Louis Chiron an der achten Stelle. 1932 hatte er in Monaco einen schweren Trainingsunfall, der eine leichte Kopfverletzung und einen gebrochenen Knöchel zur Folge hatte.
Nach der Mille Miglia 1933 kaufte er in Modena den Alfa Romeo 8C 2300 „Monza“, einen Werkswagen der Scuderia Ferrari. Mit dem Fahrzeug waren Carlo Castelbarco und Franco Cortese beim 1000-Meilen-Rennen als Gesamtzweite ins Ziel gekommen. Penn-Hughes fuhr den Wagen beim Grand Prix des Frontières auf dem Circuit de Chimay, wo er hinter Willy Longueville als Zweiter ins Ziel kam. 1934 gründete er gemeinsam mit seinem Freund George Eyston einen Rennstall. Eyston-Penn-Hughes Motor Racing Stable erwarb einen zweiten Alfa Romeo 8C und vermietete die Rennwagen an zahlungskräftige Herrenfahrer. Als Fahrer erreichte Penn-Hughes in diesem Jahr unter anderem fünfte Ränge beim Circuito di Pietro Bordino und dem Eifelrennen auf der Nordschleife des Nürburgrings. Seinen vorletzten Renneinsatz hatte er beim 24-Stunden-Rennen von Le Mans 1935. Bei diesem 24-Stunden-Rennen war er dreimal am Start, mit der besten Platzierung 1933, als er als Gesamtfünfter ins Ziel kam und die Rennklasse bis 1,5 Liter Hubraum gewann. Nach dem fünften Rang bei der RAC Tourist Trophy 1935 beendete er seine Fahrerkarriere.
Im Sommer 1939 machte er eine Pilotenausbildung und starb im Juli bei einem Absturz in der Nähe des Flughafens von Folkestone.

## Statistik

### Le-Mans-Ergebnisse
| Jahr | Team              | Fahrzeug                | Teamkollege               | Platzierung            | Ausfallgrund |
| ---- | ----------------- | ----------------------- | ------------------------- | ---------------------- | ------------ |
| 1933 | Aston Martin Ltd. | Aston Martin 1½ Le Mans | Pat Driscoll              | Rang 5 und Klassensieg |              |
| 1934 | Aston Martin Ltd. | Aston Martin ½ Le Mans  | Augustus Bertelli         | Disqualifiziert        |              |
| 1935 | R.E. Tongue       | Aston Martin ½ Ulster   | Thomas Fothringham-Parker | Ausfall                | Unfall       |